# Spisak nacionalnih spomenika Bosne i Hercegovine
Ovo je spisak nacionalnih spomenika BiH

## Nacionalni spomenici BiH

### Ambijentalne cjeline
- Hadži Sinanova (Silahdar Mustafa-paše) tekija sa Sarač Alijinom džamijom i mezarjem uz nju u Sarajevu, Opština Stari Grad, FBiH;
- Kazandžiluk, Male Daire i Luledžina ulica u Sarajevu, Opština Stari Grad Sarajevo, FBiH;

### Arheološki lokaliteti
- Crkvina u Makljenovcu, Opština Doboj, RS;
- Mekota, Gornji Rakani, Opština Novi Grad, RS;
- Rimski logor i civilno naselje u Makljenovcu, Opština Doboj, RS;
- Višeslojno praistorijsko naselje na Visu, Opština Derventa, RS;
- Zidine, Gornja Skakava, Brčko Distrikt BiH;

### Arheološki spomenici
- Arheološki spomenici u sklopu Parka na Vardi ispod Društvenog doma u Konjicu, Opština Konjic, FBiH;
- Kamena ploča sa natpisom Radovca Vukanovića u Gornjem Hutovu, Opština Neum, FBiH;

### Arheološka područja
- “Crkvina“ ili Ledenica, u Potočanima pored Livna, Opština Livno, FBiH;
- Antički vojni logor na Gračinama u Humcu, Opština Ljubuški, FBiH;
- Batalova grobnica u Turbetu kod Travnika, Opština Travnik, FBiH;
- Crkvina (Grudine) u Čipuljiću, Opština Bugojno, FBiH;
- Crkvina u Zavali, Opština Ravno, FBiH;
- Dabravine sa ostacima iz bronzanog doba i kasne antike, Opština Vareš, FBiH;
- Debelo brdo, praistorijsko gradinsko naselje, antički i kasnoantički odbrambeni objekat u Sarajevu, Opština Novo Sarajevo i Opština Centar Sarajevo, FBiH;
- Gradac na Ilinjači u Gornjem Kotorcu u Istočnom Sarajevu, Opština Kasindo, RS;
- Gradina Varina gruda, u Dživaru, Trebinje, RS;
- Groblje sv Ive u Livnu, FBiH;
- Helenistički grad Daorson u Ošanićima kod Stoca, FBiH
- Kasnoantička bazilika na Crkvini u Brezi, FBiH;
- Kasnoantička bazilika u Cimu, Mostar, FBiH;
- Kasnoantička bazilika u Oborcima, Opština Donji Vakuf, FBiH
- Kasnoantička dvojna bazilika i nekropola sa stećcima u Žitomislićima kod Mostara, Mostar, FBiH;
- Kasnoantička grobnica i ostaci sakralnog objekta na lokalitetu Studena Česma, Opština Donji Vakuf, FBiH;
- Korića Han u Gračanici, FBiH;
- Lištani — Podvornice, s ostacima iz rimskog antičkog razdoblja, ranog i kasnog srednjeg vijeka, Opština Livno, FBiH;
- Nekropola sa stećcima na lokalitetu Crkvina u Hutovu, Opština Neum, FBiH;
- Nekropola sa stećcima na lokalitetu kod Boškailovih kuća (Glavica i Haremi), zaselak Brdo, naselje Hodovo, Opština Stolac, FBiH;
- Nekropola sa stećcima na lokalitetu kod Boškailovih kuća (Radan krst), zaselak Brdo, naselje Hodovo, Opština Stolac, FBiH;
- Nekropola sa stećcima na lokalitetu Međugorje u Glumini, Opština Neum, FBiH;
- Nekropola sa stećcima na lokalitetu Perića njiva u zaseoku Perići, naselje Hodovo, Opština Stolac, FBiH;
- Nekropola sa stećcima na lokalitetu Pogrebnice u zaseoku Brdo, naselje Hodovo, Opština Stolac, FBiH;
- Nekropola sa stećcima na lokalitetu Pravoslavnog groblja u selu Ljubljenici, Opština Berkovići, RS;
- Nekropola sa stećcima na rimokatoličkom groblju kod Jurkovića kuća u Brštanici, Donje Hrasno, Opština Neum, FBiH;
- Neolitsko naselje Lug, Opština Goražde, FBiH;
- ostaci crkve i nekropola sa stećcima Zakuk u Bitunji, Berkovići, RS;
- ostaci graditeljske cjeline crkava sv Petra i sv Pavla sa nekropolom stećaka u Čičevu, Opština Trebinje, RS;[1]
- ostaci Kasnoantičke bazilike u selu Vrba, Opština Glamoč, FBiH;
- ostaci naselja iz praistorijskog perioda, nekropola sa stećcima i ostaci crkve iz srednjovjekovnog perioda Kličanj u Krajkovićima kod Trebinja, RS;
- ostaci rimskog naselja i srednjovjekovna nekropola sa stećcima u Vranjevom selu kod Neuma, Opština Neum, FBiH;
- ostaci rimskog naselja, kasnoantičke bazilike i grobnice na Crkvini u Varošluku, Turbe, Opština Travnik, FBiH;
- ostaci srednjovjekovne crkve i nekropola sa stećcima na lokalitetu Crkvina u Koluniću, Opština Bosanski Petrovac, FBiH;
- ostaci srednjovjekovnog grada i nekropola sa stećcima Luka, Opština Ilijaš, FBiH;
- ostaci Tašlihana u Sarajevu, FBiH;
- Otinovci (Kupres) s ostacima crkava iz V, XV i XIX vijeka, Opština Kupres, FBiH;
- paleolitsko nalazište Badanj u Borojevićima kod Stoca, FBiH;
- Pod, praistorijsko gradinsko naselje u Bugojnu, FBiH;
- praistorijska “Velika gradina“ u Vidošima, Opština Livno, FBiH;
- praistorijska gradina Brijeg u Mostaćima, Trebinje, RS;
- praistorijska gradina na lokalitetu Grabovik — Zaketuša iznad sela Straža, Srebrenik, FBiH;
- praistorijska gradina, željeznodobne grobnice, rimsko naselje, nekropola i pokretno naslijeđe u Vašarovinama, Priluka, Opština Livno, FBiH;
- praistorijski tumuli u Moskom, Trebinje, RS;
- praistorijsko naselje Donja Dolina u selu Donja Dolina, Gradiška, RS;
- praistorijsko naselje i srednjovjekovna nekropola sa stećcima Barzonja, Tomislavgrad, FBiH;
- praistorijsko naselje na lokalitetu Okolište u naseljima Okolište i Radinovići, Opština Visoko, FBiH;
- praistorijsko naselje u Butmiru, Opština Ilidža, FBiH;
- praistorijsko neolitsko naselje Obre II na lokalitetu Gornje polje u naselju Obre, Opština Kakanj, FBiH;
- Rešetarica s ostacima ranokršćanske bazilike, dvije nekropole i pokretnim naslijeđem, Opština Livno, FBiH;
- Rimska vila (Villa Rusticae) — Višići, (lokalitet “Kućišta“) s ostacima iz rimskog antičkog razdoblja, ranog i kasnog srednjeg vijeka (slavensko naselje i groblje), Opština Čapljina, FBiH;
- Rimske iskopine na Ilidži kod Sarajeva, FBiH;
- Ripač kod Bihaća, Opština Bihać, FBiH;
- Skelani, Opština Srebrenica, RS;
- Stari grad Dubrovnik u Višnjici, Opština Ilijaš, FBiH;
- Stari grad Kozograd, Opština Fojnica, FBiH;
- Stećak u Baljvinama, Opština Mrkonjić-Grad, RS;
- Utvrđena kasnoantička vila Mogorjelo kod Čapljine, FBiH;
- Vladarski dvor u Kraljevoj Sutjesci, Opština Kakanj, FBiH;
- Zelena pećina — praistorijsko pećinsko naselje, Blagaj, Grad Mostar, FBiH;
- (neolitsko naselje) — Nebo, Han Bila, Opština Travnik, FBiH;
- Gabela kod Čapljine, FBiH;
- Arheološko područje i ostaci stare tvrđave Prozor u Prozoru, FBiH;
- Mile — Krunidbena i grobna crkva bosanskih kraljeva u Arnautovićima, Opština Visoko, FBiH;
- Rapovine, Opština Livno, FBiH;
- Rataje, Opština Foča, RS;
- At Mejdan u Sarajevu, Opština Stari Grad Sarajevo, FBiH;
- Dom AVNOJ-a u Jajcu, sa pokretnom imovinom koju sačinjavaju: portreti Tita, Staljina, Ruzvelta i Čerčila, FBiH;

### Graditeljske cjeline
- Crkva Prečistoga srca Marijina i župni ured u Bijelјini, Opština Bijelјina, RS;
- Crkva Sv Ante Padovanskog sa župnom kućom, Opština Lukavac, FBiH;
- “Javno ljetno kupalište — Kupaje“ u Stocu, Opština Stolac, FBiH;
- Abdesthana (Šejh Feruhova džamija) sa grobljem i česmom u Sarajevu, Opština Stari Grad, FBiH;
- Alipašina džamija sa haremom u Sarajevu, Opština Centar Sarajevo, FBiH;
- Balagija (Balaguša) džamija sa haremom u Livnu, FBiH;
- Banje u mahali Ilidži u Gornjem Šeheru u Banjoj Luci, RS;
- Beglučka (Lala-pašina, Mustafa-pašina, Beglek) džamija u Livnu, FBiH;
- Behram-begova ili Behram-efendijina džamija u Banjoj Luci, RS;
- Bijela džamija (džamija Divan katiba Hajdara) u Sarajevu, Opština Stari Grad, FBiH;
- Brusa bezistan (Rustem-pašin bezistan, Mali bezistan) sa dućanima u Sarajevu, Opština Stari Grad Sarajevo, FBiH;
- Careva džamija ili Sultan Sulejmanova džamija u Blagaju, Mostar, FBiH;
- Careva džamija, Opština Stari Grad Sarajevo, FBiH;
- Crkva brvnara posvećena sv Nikoli u Romanovcima, Opština Gradiška, RS;
- Crkva brvnara posvećena Vaznesenju Hristovom u Kolima, Grad Banja Luka, RS;
- Crkva Pokrova Presvete bogorodice i škola / parohijski dom u Rudicama, Opština Novi Grad, RS;
- Crkva Prenos mošti Sv Oca Nikolaja i zgrada Bogoslovije u Reljevu, Opština Novi Grad Sarajevo, FBiH;
- Crkva rođenja Bogorodice u Ljubinju, RS;
- Crkva Rođenja Presvete Bogorodice sa grobljem i pokretnim nasljeđem u Obudovcu kod Šamca Šamca, RS;
- Crkva sv Arhanđela Mihaila sa nekropolom sa stećcima u Aranđelovu, Opština Trebinje, RS;
- Crkva sv Arhanđela sa nekropolom stećaka u Veličanima, Opština Trebinje, RS;
- Crkva sv Ćirila i Metoda sa Bogoslovijom u Sarajevu, Opština Stari Grad, FBiH;
- Crkva sv Georgija u Sopotnici kod Novog Goražda, Opština Novo Goražde, RS;
- Crkva sv Ilije sa župnim uredom u Zenici, FBiH;
- Crkva sv Ilije u Marićki kod Prijedora, Opština Prijedor, RS;
- Crkva sv Ive u Podmilačju, Opština Jajce, FBiH;
- Crkva sv Marije (pretvorena u Fethija, odnosno Sultan Sulejmanovu džamiju) sa zvonikom sv Luke u Jajcu, FBiH;
- Crkva sv Nikole u Srđevićima kod Gacka, RS;
- Crkva sv Nikole u Trijebnju, Opština Stolac, FBiH;
- Crkva sv Prokopija u Visokom, Opština Visoko, FBiH;
- Crkva sv Vinka Paulskoga sa samostanom i školom u Sarajevu, Opština Centar, FBiH;
- Crkva svete Petke (Petkovica) i most u Mostaćima kod Trebinja, RS;
- Crkva Svetog Petra i Pavla, sa grobljem, sudačkim stolicama, dvorištem, zidom i pokretnom imovinom u Ošanićima kod Stoca, Opština Stolac, FBiH;
- Crkva Uspenja Bogorodice sa nekropolom stećaka i starim kamenim nadgrobnicima u Lugu kod Trebinja, RS;
- Crkva Uspenja Presvete Bogorodice sa pokretnom imovinom, zid porte i zgrada nekadašnje Prve Srpske škole u Travniku, FBiH;
- Crkva Vaznesenja Hristovog i crkva Uspenja Bogorodičinog u Čajniču, RS;
- Čaršijska (Gazi Ferhad-begova) džamije u Tešnju, FBiH;
- Čaršijska (Junuz-Čauš) džamija u Konjicu, FBiH;
- Čaršijska džamija (Džudža Džaferova džamija) sa haremom, Opština Tomislavgrad, FBiH;
- Čaršijska džamija (Sinan-kadi efendijina ili Čučkova džamija) u Nevesinju, RS;
- Čaršijska džamija sa Čaršijom u Stocu, FBiH;
- Čekrekčijina džamija, Opština Stari Grad Sarajevo, FBiH;
- Drvena džamija u Solunu kod Olova; FBiH;
- Džamija Ali-bega Kapetanovića u Vitini, Opština Ljubuški, FBiH;
- Džamija i medresa Mehmed-paše Kukavice u Foči, RS;
- Džamija u Ćojluku, Opština Srebrenik, FBiH;
- Džamija u Dabrici (Džamija Sefer-age Begovića u Dabrici), Opština Berkovići, RS;
- Džamija u Gornjoj Čaršiji (džamija Mehmed-paše Kukavice, Hadži-Alibegova džamija) i sahat-kula u Travniku, Opština Travnik, FBiH;
- Džamija u Kotezima (Džamija Muje Kotezlije u Kotezima), Opština Trebinje, RS;
- Džamija u Kraljevoj Sutjesci, Opština Kakanj, FBiH;
- Džamija u Lizopercima sa mektebom i haremom, Opština Prozor, FBiH;
- Džamija u Umoljanima, Opština Trnovo, FBiH;
- Džamija Zagrad sa haremom u Velikoj Kladuši, FBiH;
- Đulhanumina kuća u Stocu, FBiH;
- Električna centrala na Hisetima (Marijin-Dvoru) u Sarajevu, Opština Centar, FBiH;
- Ferhadija džamija u Sarajevu, FBiH;
- Fethija džamija (crkva svetog Antonija do 1592. godine) sa haremom, devet grobnih ploča i natpisima u Bihaću, FBiH;
- Franjevački samostan Gorica, Opština Livno, FBiH;
- Franjevački samostan i crkva sv Ante u Sarajevu zajedno sa pokretnom imovinom, Opština Stari Grad, FBiH;
- Franjevački samostan i crkva sv Ive Krstitelja u Kraljevoj Sutjesci, Opština Kakanj, FBiH;
- Franjevački samostan i crkva u Širokom Brijegu, FBiH;
- Franjevački samostan sa pokretnom imovinom u Kreševu, FBiH;
- Franjevački samostan u Konjicu, FBiH;
- Gazi Husref-begova džamija u Sarajevu, Opština Stari Grad Sarajevo, FBiH;
- Gazi Husrev-begov bezistan sa dućanima u Sarajevu, Opština Stari Grad Sarajevo, FBiH;
- Gazi Husrev-begova medresa sa mjestom i ostacima Hanikaha u Sarajevu, Opština Stari Grad Sarajevo, FBiH;
- Gradašćevića kula sa avlijom i avlijskim zidovima u Bijeloj, Brčko Distrikt;
- Gradska džamija sa haremom u Velikoj Kladuši, FBiH;
- Grob Moshe Danona sa okolnim prostorom i havrom na Krajšini, Opština Stolac, FBiH;
- grupa spomenika posvećenih Igmanskom maršu u Sarajevu, Opštine Trnovo, Hadžići, Ilidža, Novi Grad i Vogošća, FBiH;
- grupa zgrada u Kotromanićevoj ulici (Kotromanićeva br., br. i zgrada na uglu Kotromanićeve i ul.Kalmija Baruha ) u Sarajevu, Opština Centar, FBiH;
- Hadžiahmetovića kula u Mostaćima kod Trebinja, RS;
- Hadžijska (Vekil Harčova) džamija u Sarajevu, Opština Stari Grad Sarajevo, FBiH;
- Hadžimuratovića Daire u Sarajevu (Velike Daire), Opština Stari Grad Sarajevo, FBiH;
- Handanija džamija (Handan-begova, Hajdar Ćehajina ili Čaršijska džamija) u Pruscu, Opština Donji Vakuf, FBiH;
- Hastahana (zgrada Vakufske bolnice) u Sarajevu, Opština Stari Grad, FBiH;
- Hotel Stari Grad (nekadašnji han Gazi Husrev-begovog vakufa, Hotel Gazi) i stambeni objekat Kadić, djela arhitekte Josipa Vancaša, u Sarajevu, Opština Stari Grad, FBiH;
- Husejnija džamija u Gradačcu, FBiH;
- Islahijet u Brčkom, Brčko Distrikt;
- Jajce kasarna u Sarajevu, Opština Stari Grad, FBiH;
- Jeni (Hasan-agina) džamija u Travniku, FBiH;
- Kalavun Jusuf pašina (Kuršumlija) džamija sa grobljem i česmom, Maglaj, FBiH;
- Karađoz-begova džamija u Mostaru, FBiH;
- Katedralna crkva posvećena Rođenju Blažene Djevice Marije — Mala Gospa u Trebinju, RS;
- Katolička crkva Presvijetlog Srca Isusova u Brčkom, Brčko Distrikt BiH;
- Katolička crkva sv Trojstva u Blagaju, Grad Mostar, FBiH;
- Kompleks vila iz austrougarskog perioda u Petrakijinoj ulici (Vila Mandić, vila Heinricha Reitera, vila Hermine Radisch i vila Forstratha Miklaua) u Sarajevu, Opština Stari Grad, FBiH;
- Konak Suljagića sa pratećim objektima u Donjoj Špionici, Opština Srebrenik, FBiH;
- Konak u Sarajevu zajedno sa pokretnim naslijeđem, Opština Stari grad Sarajevo, FBiH;
- Koski Mehmed-pašina džamija i medresa u Mostaru, FBiH;
- Kuršumlija (Hadži Bali-begova) džamija u Kladnju, Opština Kladanj, FBiH;
- Lalića kula sa dvorima u Ljubuškom, Opština Ljubuški, FBiH;
- Lipanjska (Hadži Džaferova, Lipa) džamija sa haremom u Gračanici, FBiH;
- Manastir Gomionica, Banja Luka, RS;
- Manastir Ozren sa freskama u Bosanskom Petrovom Selu / Petrovu, RS;
- Manastir Papraća u Papraći kod Šekovića zajedno sa pokretnim naslijeđem u Papraći kod Šekovića, RS;
- Manastir Vavedenja Bogorodice u Dobrićevu, Opština Bileća, RS;
- Manastir Vozuća u Vozući, Opština Zavidovići, FBiH;
- Milošnik (Bušatlijina ili Milosnik) džamija sa haremom u Livnu, FBiH;
- Mitropolija (Vladikin dvor ili Episkopska palata) u Mostaru, FBiH;
- Musalla sa grebljem u Kamengradu, Opština Sanski Most, FBiH;
- Musluk (Atik Ali-pašina) džamija u Foči, Opština Foča, RS;
- Nakšibendijska tekiija u Živčićima kod Fojnice, Opština Fojnica, FBiH;
- Nekropola sa stećcima Trzan i turbeta u Večićima, Opština Kotor-Varoš, RS;
- Nesuh-age Vučijakovića džamija u Mostaru, FBiH;
- Nezir-agina džamija u Mostaru, FBiH;
- Oficirski paviljoni u Sarajevu, Opština Centar, FBiH;
- Omerbegova kuća u Jajcu, FBiH;
- Partizansko spomen-groblje u Mostaru, FBiH;
- Poljska (Turalibegova) džamija sa grebljem i turbetom u Tuzli, Opština Tuzla, FBiH;
- Pravoslavna crkva brvnara (crkva posvećena prenosu moštiju sv Nikole) u Jelićki, Opština Prijedor, RS;
- Pravoslavna crkva brvnara (crkva svetih apostola Petra i Pavla) u Palačkovcima, Opština Prnjavor, RS;
- Pravoslavna crkva brvnara sa pokretnom imovinom i ostacima nekropole u selu Malo Blaško, Opština Laktaši, RS;
- Pravoslavna crkva Rođenja Bogorodice sa starim kamenim nadgrobnicima (krstačama) u Dračevu, Opština Trebinje, RS;
- Pravoslavna crkva sv Klimenta sa starim kamenim nadgrobnicima (krstačama) u selu Dražin Do, Opština Trebinje, RS;
- Pravoslavna crkva sv Nikole sa starim kamenim nadgrobnicima (krstačama) u selo Domaševo, Opština Trebinje, RS;
- Pravoslavna crkva sv Save u Blažuju sa grobljem, Opština Ilidža, FBiH;
- Pravoslavna crkva sv Vasilija Ostroškog u Blagaju zajedno sa pokretnim naslijeđem, Grad Mostar, FBiH;
- Pravoslavna crkva Svetog arhanđela Mihaila u Trnovom Dolu, Opština Bileća, RS;
- Pravoslavna crkva Svetog Velikomučenika Georgija sa grobljem na Trnovcu u Tuzli, FBiH;
- Pravoslavna crkva Uspenja Bogorodice sa nekropolom sa stećcima i starim kamenim nadgrobnicima (krstačama) u selu Drijenjani, Popovo polje, Opština Trebinje, RS;
- Pruščakova (Hasana Kjafije) džamija u Pruscu, Donji Vakuf, FBiH;
- Radničko naselje Majdan, Opština Vareš, FBiH;
- Repovačka dzamija u Konjicu, FBiH;
- Rimokatolička crkva Sv Josipa na Palama, RS;
- Roznamedži Ibrahim-efendije džamija u Mostaru, FBiH;
- Samostan Sv Bonaventure u Visokom sa pokretnim naslijeđem, FBiH;
- Saračeva kuća, zgrada Finansija (Niža stručna škola) i Stara osnovna škola (Niža muzička škola) u Jajcu, FBiH;
- Semiz Ali-paše turbe sa haremom Semiz Ali-pašine džamije u Prači, Opština Pale, Prača, FBiH;
- Sevri-hadži Hasanova džamija u Mostaru, FBiH;
- Spahovića kula sa dvorima u Bihovu kod Trebinja, RS;
- Spomenik borcima NOR-a (Spomen-kosturnica u Velikom parku na Ilidži), Opština Ilidža, FBiH;
- Spomenik na Makljenu, Opština Prozor-Rama, FBiH;
- Spomenik na Šehitlucima (Kompleks spomenika palim Krajišnicima na Šehitlucima — Banj-brdu) u Banjoj Luci, RS;
- Spomen-kompleks Šušnjar, Sanski Most, FBiH;
- Spomen-park Vraca u Sarajevu, Opština Novo Sarajevo, FBiH;
- Srednjovjekovni grad Mičevac u Trebinju, RS;
- Stambeni kompleks Biščevića-Lakšića u Mostaru, FBiH;
- Stambeni kompleks na Džidžikovcu u Sarajevu, Opština Centar, FBiH;
- Stambeno naselje Crni Vrh u Sarajevu, Opština Centar, FBiH;
- Stara Biskupska rezidencija u Vukodolu (Biskupija u Vukodolu), grad Mostar; FBiH;
- Stara drvena džamija sa haremom u Tuholju, Opština Kladanj, FBiH;
- Stara drvena džamija u Bužimu, FBiH;
- Stara džamija sa haremom u Orahovici, Opština Zenica, FBiH;
- Stara džamija sa haremom u Špionici, Opština Srebrenik, FBiH;
- Stara džamija Soko u Sokolu, Opština Gračanica, FBiH;
- Stara džamija u selu Rujnica kod Zavidovića, FBiH;
- Stara pravoslavna crkva (crkva rođenja Bogorodičina) u Mostaru, FBiH;
- Stara pravoslavna crkva (Crkva svetih arhanđela Mihaila i Gavrila) u Sarajevu, Opština Stari Grad Sarajevo, FBiH;
- Stari grad Bijela Stijena u Stijeni, Opština Cazina, FBiH;
- Stari grad Bočac u Mrkonjić-Gradu, RS;
- Stari grad Bužim u Bužimu, FBiH;
- Stari grad Cazin s džamijom, Opština Cazin, FBiH;
- Stari grad Doboj u Doboju, RS;
- Stari grad Dobor, Opština Modriča, RS;
- Stari grad Glamoč, Opština Glamoč, FBiH;
- Stari grad Jezerski u Jezerskom, Opština Bosanska Krupa, FBiH;
- Stari grad Klobuk, Trebinje, RS;
- Stari grad Ključ u Ključu, FBiH;
- Stari grad Ljubuški u Ljubuškom, FBiH;
- Stari grad Maglaj u Maglaju, FBiH;
- Stari grad Ostrožac, Opština Cazin, FBiH;
- Stari grad Samobor, Novo Goražde, RS;
- Stari grad Soko u Sokolu, Opština Gračanica, FBiH;
- Stari grad Tešanj u Tešnju, FBiH;
- Stari grad u Travniku, FBiH;
- Stari grad Vranduk u Vranduku, Opština Zenica, FBiH;
- Stari grad Vratnik u Sarajevu, Opština Stari Grad, FBiH;
- Stari grad Zvornik, RS;
- Stari most sa kulama u Mostaru, FBiH;
- Sultan-Ahmedova džamija i Medresa u Zenici, Opština Zenica, FBiH;[2]
- Šarena (Časna, Atik, Gradska, Behram-begova) džamija sa haremom, ulazni portal i mjesto Behram-begove medrese u Tuzli, Opština Tuzla, FBiH;
- Šarena (Sulejmanija) džamija u Travniku, FBiH;
- Šarića kuća (Galerija Branka Šotre) u Stocu, sa stalnom muzejskom postavkom, FBiH;
- Tabačka (Tabačica) džamija u Visokom, FBiH;
- Tekijska (Muhamed-Mehmed-Čauševa) džamija u Konjicu, FBiH;
- Turbe Šejh-Gaibije i harem Tekijske džamije u Gradišci, RS;
- Turbeta pod lipom ili turbe Abdulah-paše, Dželal-paše i Perišan Mustafa-paše sa česmom u Travniku, FBiH;
- Turkovića-kula u Stocu, Opština Stolac, FBiH;
- Tvrđava u Jajcu, FBiH;
- Utvrda Vrnograč u Vrnograču, Opština Velika Kladuša, FBiH;
- Utvrđeni grad Podzvizd, Opština Velika Kladuša, FBiH;
- Uzunovićka džamija (džamija Ismail-kapetana Šarića) u Stocu, FBiH;
- Vijećnica i Hotel Kaiser (sada Zavičajni muzej Gradiške) u Gradišci, Opština Gradiška, RS;
- Vojni objekat Armijska ratna komanda (ARK/D- ) u Konjicu, Opština Konjic, FBiH;
- Zavra džamija u Livnu, FBiH;
- Zgrada Klostera (Samostan i škola časnih sestara Klanateljica Krvi Kristove i Zgrada I zasjedanja AVNOJ-a (Muzej AVNOJ-a) u Bihaću, FBiH;
- Župna crkva sv Ante Padovanskog sa grobnicom bihaćkog plemstva (grobnica hrvatskih velikaša) u Bihaću, FBiH;
- Župna crkva u Varešu, FBiH;
- Župna crkva Uznesenja Blažene Djevice Marije i franjevački samostan u Tolisi, zajedno sa pokretnom imovinom, Opština Orašje, FBiH;
- Graditeljska cjelina crkve Sv Nikole u Foči sa objektom bivše škole i pokretnom imovinom, RS;[3]
- Graditeljska cjelina crkve Uspenija Presvete Bogorodice sa pokretnom imovinom i nadgrobnim spomenicima u Gabeli, Opština Čapljina, FBiH;
- Graditeljska cjelina Manastir sa crkvom u Zavali, Opština Ravno, FBiH;
- Graditeljska cjelina nekadašnje Fabrike Papira (“Papirne“) u Zenici, FBiH;
- Graditeljska cjelina Novo Selo (Franz Josefsfeld), grad Bijeljina, RS;
- Graditeljska cjelina poznata kao kuća Alije Đerzeleza u Sarajevu, Opština Stari Grad Sarajevo, FBiH;
- Graditeljska cjelina školskih zgrada iz Gimnazijske ulice u Sarajevu, Opština Centar, FBiH;
- Begovina u Stocu, Opština Stolac, FBiH;
- Pašića kula sa dvorima u Bivoljem Brdu kod Čapljine, FBiH;
- Crkva Blagovijesti Presvete Bogorodice u Donjem Vukovskom kod Kupresa, Opština Kupres, FBiH;

### Grobljanske cjeline
- Kul-mahalsko mezarje u Banjoj Luci, RS;
- Alifakovac u Sarajevu, Opština Stari Grad Sarajevo, FBiH;
- Cincarsko groblje u Bijeloj — Kalajdžijama, Brčko Distrikt BiH;
- Firduzov mezaristan u Livnu, FBiH;
- Groblje na Presjeci kod Ustikoline, Opština Foča, FBiH;
- Harem “Jablanice“ u Novom Gradu, RS;
- Harem Bukva (Bukvačke ili Bukvarske) džamije u Gradačcu, FBiH;
- Harem Hadži Reuf-begove ili Nove (Džedid) džamije u Gradačcu, FBiH;
- Harem i dva (šehidska) nišana u Slapovićima, Opština Srebrenica, RS;
- Harem Musala u Gradiški, RS;
- Jevrejsko groblje u Jajcu, Opština Jajce, FBiH;
- Jevrejsko groblje u Mostaru, FBiH;
- Jevrejsko groblje u Sarajevu, Opština Centar Sarajevo, FBiH;
- Kajtazovića nišani, Donja Lučka, Cazin, FBiH;
- Mezarje Velika drveta (Stari nišani) na Stupu u Sarajevu, Opština Ilidža, FBiH;
- Poljsko groblje u Novom Martincu, Opština Srbac, RS;
- Rimokatoličko groblje Hrast u Jajcu, FBiH;
- Rimokatoličko groblje Rabić u Derventi, RS;
- Staro groblje na Kovačima, Opština Stari Grad, Sarajevo, FBiH;
- Staro pravoslavno groblje na Bjelušinama u Mostaru, FBiH;
- Staro pravoslavno groblje na Pašinovcu u Mostaru, FBiH;
- Turbe Malkoča i Skenderpašića u Kopčiću, Opština Bugojno, FBiH;
- Turbeta Sijerčića sa grobljem, Novo Goražde, RS;
- Grupa građevina — kuća u Selu Vranci — selu srednjovjekovnih rudara i kovača, Opština Kreševo, FBiH;
- Praistorijski tumulusi, nekropole sa stećcima i nišanima u selu Sovići, Opština Jablanica, FBiH;
- Grupa objekata Gazi Husrev-begovog vakufa sa pokretnom imovinom u Sarajevu, FBiH;
- Šest praistorijskih grobnih gomila (tumulusa) u Gomiljanima, opštiina Trebinje, RS;
- Hadžišabanovića vila na Palama, RS;
- Harem Gradske džamije u Kozarskoj Dubici, RS;
- Harem Gradske džamije u Prnjavoru, RS;

### Istorijske građevine
- Stari grad Bjelaj (Bilaj) u Bjelaju, Opština Bosanski Petrovac, FBiH;
- Banka na Obali (bivši Objekat Filijale austro-ugarske banke), Opština Stari Grad Sarajevo, FBiH;
- Baščaršijska (Havadže Duraka) džamija u Sarajevu, Opština Stari Grad Sarajevo, FBiH;
- Careva džamija (Gradska ili Obradovića džamija) u Bileći, RS;
- Cekovića kuća na Palama, RS;
- Crkva Majke Božje sa pokretnom imovinom u Olovu, Opština Olovo, FBiH;
- Crkva presvetog Trojstva u Sarajevu, Opština Novo Sarajevo, FBiH;
- Crkva Rođenja Presvete Bogorodice u Zenici, FBiH;
- Crkva samostana Trapista “Marija Zvijezda“ (Uznesenje Blažene Djevice Marije) sa pokretnom imovinom u Banjoj Luci, RS;
- Crkva sv Ante Padovanskog u Busovači, FBiH;
- Crkva sv Josipa na Marijin Dvoru, Opština Centar Sarajevo, FBiH;
- Crkva sv Mihovila u Ovčarevu kod Travnika, FBiH;
- Crkva sv Save u Bileći, RS;
- Crkva svetog Vaznesenja Hristovog u Nevesinju, RS;
- Čamdžića kuća u Puračiću, Opština Lukavac, FBiH;
- Čelebića (Džaferovića ili Šurkovića) džamija u Donjoj Bijenjoj, Opština Nevesinje, RS;
- Despića kuća u Sarajevu, Opština Stari Grad, FBiH;
- Dizdareva ili Ženska džamija u Jajcu, FBiH;
- Dom društva Gajret u Sarajevu, Opština Centar, FBiH;
- Donja džamija u selu Lukavica, zaseok Delići, Opština Gračanica, FBiH;
- Dvor Srpskopravoslavne zvorničko-tuzlanske eparhije sa pokretnim naslijeđem u Tuzli, FBiH;
- Džamija Hasan-paše Predojevića u Polju, Grabovica, Bileća, RS;
- Džamija u Slapovićima, kod Srebrenice, Opština Srebrenica, RS;
- Eminagića konak u Tešnju, FBiH;
- Filijalni hram Sv apostola Petra i Pavla u Grbavcima, Opština Gradiška, RS;
- Gospođicina kuća u Ulici Hamdije Kreševljakovića broj u Sarajevu, Opština Centar, FBiH;
- Gradska galerija u Novom Gradu, RS;
- Gradska vijećnica u Sarajevu, Opština Stari Grad Sarajevo, FBiH;
- Hajduk kula na Kručevića Brdu, Opština Čitluk, FBiH;
- Hotel Zagreb u Sarajevu, Opština Centar, FBiH;
- Hram Svetog proroka Ilije sa pokretnom imovinom u Puračiću, Opština Lukavac, FBiH;
- Kapetanova kula u Bihaću, FBiH;
- Kapidžića kuća (rodna kuća Nasihe Kapidžić Hadžić) u Banjoj Luci, RS;
- Karađoz-begov hamam u Blagaju kraj Mostara, Mostar, FBiH;
- Karađoz-begov most u Blagaju na Buni, Mostar, FBiH;
- Katedrala (Katedrala crkva Srca Isusova) u Sarajevu, Opština Stari Grad Sarajevo, FBiH;
- Katolička crkva sv Ane u Neumskom Gradcu, Opština Neum, FBiH;
- Katolička crkva sv Petra i Pavla u Tešnju, Opština Tešanj, FBiH;
- Katolička crkva Uznesenja Marijina na Stupu, Ilidža, FBiH;
- Kino Centar, Grad Tuzla, FBiH;
- Konak — Vijećnica u Gračanici, FBiH;
- Kršlakova-Kapetanovića kuća u Jajcu, FBiH;
- Kuća Damić u Radićevoj ulici broj u Sarajevu, Opština Centar, FBiH;
- Kuća Ibre Alagića u Cazinu, FBiH;
- Kuća Ive Duspera, Kraljeva Sutjeska, Kakanj, FBiH;
- Kuća Kočića u Brčkom, Brčko Distrikt;
- Kuća Mare Popović u Gračanici, FBiH;
- Kuća Mulalić u ulici kralja Aleksandra broj u Doboju, RS;
- Kuća Nurije Pozderca (Kuća porodice Pozderac) u Cazinu, FBiH;
- Kuća poznata kao Trnkina kula u Argudu, Opština Konjic, FBiH;
- Kuća srebreničkog kadije hadži Husejna ef Đozića (sada Dervišagića kuća) u mahali Crvena rijeka, Opština Srebrenica, RS;
- Kuća Zehre Bahtijarević u Banjoj Luci, RS;
- Latinska ćuprija u Sarajevu, Opština Stari Grad Sarajevo, FBiH;
- Medresa (Derviš Hanume medresa) u Gradiški, RS;
- Mejtef Mektebi Ibtidaije u Stocu, FBiH;
- Mišćina (Kebkebir hadži Ahmedova) džamija, Opština Stari Grad Sarajevo, FBiH;
- mjesto i ostaci Sulejmanpašića kule u Odžaku, Opština Bugojno, FBiH;
- Most na Dumanu u Livnu, FBiH;
- Most u Klepcima, Opština Čapljina, FBiH;
- Muzička akademija (Zavod Svetog Augustina) u Sarajevu, FBiH;
- Muzička škola u Travniku, FBiH;
- Napretkova palača (Zgrada Hrvatskog kulturnog društva "Napredak" Napretkov Zakladni dom), u Titovoj u Sarajevu, Opština Centar, FBiH;
- Narodno pozorište u Sarajevu, Opština Centar Sarajevo, FBiH;
- Istorijska građevina — ostaci Starog kamenog mosta (vakuf Haseći Ali-age Kolakovića) u Konjicu, FBiH;
- Palata Ješue D Saloma na Obali Kulina bana u Sarajevu, Opština Stari Grad Sarajevo, FBiH;
- Palata Musafija u Sarajevu, Opština Centar, FBiH;
- Pirijina (Smailagića) kula u Livnu, FBiH;
- Porodična kuća Đumišića u Banjoj Luci, RS;
- Pravoslavna crkva Svetih apostola Petra i Pavla u Borcima, Konjic, FBiH;
- Pravoslavna Mitropolija u Sarajevu zajedno sa pokretnim nasljeđem, Opština Stari Grad Sarajevo, FBiH;
- Prva pošta u Brčkom, Brčko Distrikt;
- Redžep-pašina kula u Žepi, Opština Rogatica, RS;
- Rt kula (Kulina na rijeci Krupi) u Dračevu, Opština Čapljina, FBiH;
- Rustempašića kula u Odžaku kod Bugojna, FBiH;
- Saborna crkva (crkva Presvete Bogorodice) sa pokretnim naslijeđem u Sarajevu, Opština Stari Grad Sarajevo, FBiH;
- Saborni hram Uspenja Presvete Bogorodice sa pokretnim naslijeđem u Tuzli, FBiH;
- Sahat-kula u Gračanici, FBiH;
- Sahat-kula u Mostaru, FBiH;
- Salomova palata u Sarajevu, Opština Centar, FBiH;
- Sinagoga u Mostaru, FBiH;
- Sinan-begova ili Okića džamija u Jajcu, FBiH;
- Sportski centar FIS (nekadašnji Sokolski dom društva “Matica”) u Sarajevu, Opština Centar Sarajevo, FBiH;
- Srpska pravoslavna crkva Uspenija Presvete Bogorodice u Livnu zajedno sa pokretnom imovinom, FBiH;
- Stambeni objekat u ulici Višnjik u Sarajevu, Opština Centar Sarajevo, FBiH;
- Stambeno-poslovna zgrada (Nekadašnja upravna zgrada Trgovačko-transportnog akcionarskog društva) u Ulici Mula Mustafe Bašeskije broj u Sarajevu, Opština Centar Sarajevo, FBiH;
- Stambeno-poslovna zgrada u Ulici Maršala Tita broj u Sarajevu, Opština Centar Sarajevo, FBiH;
- Stambeno-poslovni objekat Vakufa Čokadži Sulejmana u Sarajevu, Opština Stari Grad, FBiH;
- Stambeno-poslovni objekat Vakufa Hovadža Kemaludina (Mekteb) u Sarajevu, Opština Centar, FBiH;
- Stara džamija u Gornjoj Mahali, Seonica, Opština Konjic, FBiH;
- Stara džamija u Lubardi, Opština Bužim, FBiH;
- Stara džamija u selu Šenkovići, Opština Novi Travnik, FBiH;
- Stara željeznička stanica na Ilidži u Sarajevu, Opština Ilidža, FBiH;
- Stara željeznička stanica u Banjoj Luci (Muzej savremene umjetnosti Republike Srpske), Grad Banja Luka, RS;
- Stara željeznička stanica, Opština Lukavac, FBiH;
- Stari grad Rmanj u Martin-Brodu, ostaci kule i zidova, Opština Bihać, FBiH;
- Stari jevrejski hram (Il Kal Grandi — Veliki hram, ili Il Kal Vježu — Stari hram ili Stara sinagoga) u Sarajevu, FBiH;
- Šurkovića (Odžakovića) kula u Odžacima, Opština Konjic, FBiH;
- Turbe — Mauzolej u Bihaću, FBiH;
- Uzeirbegovićev konak u Maglaju, FBiH;
- Vatrogasna kasarna u Sarajevu, Opština Centar Sarajevo, FBiH;
- Vijećnica u Brčkom, Brčko Distrikt;
- Vijećnica u Novom Gradu, RS;
- Vila “Stefanija“ u ulici Mjedenica broj u Sarajevu, FBiH;
- Vila Emericha Pascola u Banjoj Luci, RS;
- Vila Solvay, Opština Lukavac, FBiH;
- Zgrada Ante Štambuka u Sarajevu, Opština Centar, FBiH;
- Zgrada Društva Crvenog krsta u Sarajevu, Opština Centar, FBiH;
- Zgrada Jozefa Zadika Danona u Sarajevu, Opština Centar, FBiH;
- Zgrada kina Apolo u Sarajevu, Opština Centar Sarajevo, FBiH;
- Zgrada Marijinog dvora i unutrašnje dvorište, Opština Centar Sarajevo, FBiH;
- Zgrada muzeja revolucije (zgrada Istorijskog muzeja Bosne i Hercegovine) u Sarajevu, Opština Novo Sarajevo, FBiH;
- Zgrada Narodne (Centralne) banke u Sarajevu, Opština Centar sa pokretnom imovinom, FBiH;
- Zgrada nekadašnjeg Samostana i škole časnih sestara Milosrdnica u Travniku, Opština Travnik, FBiH;
- Zgrada Oficirskog doma u Travniku, FBiH;
- Zgrada opštine (Beledija ili Mala Vijećnica) u Odžaku, FBiH;
- Zgrada Penzionog fonda (zgrada na uglu ulica Maršala Tita i Hamze Hume) u Sarajevu, Opština Centar Sarajevo, FBiH;
- Zgrada Predsjedništva Bosne i Hercegovine (Zgrada zemaljske vlade I) sa pokretnim nasljeđem u Sarajevu, Opština Centar Sarajevo, FBiH;
- Zgrada Radničkog doma (Kinoteka) u Alipašinoj ulici br.u Sarajevu, Opština Centar, FBiH;
- Zgrada Slavije u Sarajevu, Opština Centar, FBiH;
- Zgrada Srpskog kulturno-prosvjetnog društva “Prosvjeta“ u Sarajevu, Opština Stari Grad Sarajevo, FBiH;
- Zgrada stare željezničke stanice, Opština Sanski Most, FBiH;
- Zgrada zemaljske vlade II (Zgrada željeznica), Opština Centar Sarajevo, FBiH;
- Zgrada Zemaljskog vakufa (Rijaseta IZ u BiH i Vakufske direkcije) i Hadin Ali-pašinog vakufa u Sarajevu, Opština Centar Sarajevo, FBiH;
- Zgrada željezničke stanice Bistrik u Sarajevu, Opština Stari Grad Sarajevo, FBiH;
- Ženska gimnazija u Sarajevu, Opština Stari Grad Sarajevo, FBiH;
- Župna crkva Bezgrešnog začeća u Vidošima, Opština Livno, FBiH;
- Istorijska građevina Palata banskog dvora u Banjoj Luci, RS;
- Istorijska građevina poznata kao Zildžića kuća u Sarajevu, Opština Ilidža, FBiH;

### Istorijski spomenici
- Istorijski (antički sakralni) spomenik — Mitrej u Jajcu, FBiH;
- Arslanagića most u Trebinju, RS;
- Careva ćuprija u Sarajevu, Opština Stari Grad, FBiH;
- Crkva sv Klimenta u Mostaćima, Opština Trebinje, RS;
- Crkva sv Vasilija Velikog u Konjicu sa pokretnim naslijeđem (pet ikona), Opština Konjic, FBiH;
- Crkva svete Trojice u Tavnoj (Crkva manastira Tavna), Opština Bijeljina, RS;
- Crkva svetog Ilije Proroka u Maglaju, FBiH;
- Crkva svetog Velikomučenika Georgija u Velikoj Kladuši, FBiH;
- Grob sa stećkom u selu Bistro, Opština Novi Travnik, FBiH;
- Han Mehmed-paše Kukavice u Foči, RS;
- Hastahana (prva javna bolnica) u Tuzli, Opština Tuzla, FBiH;
- Hram Svetog proroka Ilije u Gradačcu, FBiH;
- Hram Vaznesenja Gospodnjeg sa ikonostasom u Gračanici, FBiH;
- Katakombe u Jajcu, FBiH;
- Kozića kuća u Jaseniku, Opština Konjic, FBiH;
- Kozja ćuprija u Sarajevu, Opština Stari Grad Sarajevo, FBiH;
- Kuća porodice Gašić u Mrkonjić-Gradu, RS;
- Magribija džamija u Sarajevu, Opština Centar, FBiH;
- Mlinica u Budošima, grad Trebinje, RS;
- Most Mehmed-paše Sokolovića u Višegradu, RS;
- Most na rijeci Žepi, Opština Rogatica, RS;
- Most na Viševskom potoku u Dolovima, Opština Rudo, RS;
- Pravoslavna crkva Uspenja presvete Bogorodice na Palama, RS;
- Sahat-kula Mehmed-paše Kukavice u Foči, RS;
- Sahat-kula na Musali u Travniku, FBiH;
- Sahat-kula u Donjem Vakufu, FBiH;
- Sahat-kula, Opština Stari Grad Sarajevo, FBiH;
- Sokolski dom u Banjoj Luci, RS;
- Stara ili Hafizadića česma u Jajcu, FBiH;
- Stećci u Banovići Selu kod Banovića, FBiH;
- Šeranića kuća u Banjoj Luci, RS;
- Zgrada II zasjedanja ZAVNOBIH-a u Sanskom Mostu, FBiH;
- Zgrada Krajinaputeva u Bihaću, FBiH;
- Zgrada Muftijinog konaka u Tešnju, FBiH;
- Zgrada nekadašnje Sinagoge u Zenici, FBiH;
- Zgrada u ul.Varoš u Jajcu, FBiH;
- Zgrada želјezničke stanice u Jezeru, Opština Jezero, RS;
- Zgrada željezničke sekcije u Prijedoru, RS;
- Željezni most princa Karla, Opština Foča, RS;
- Istorijski spomenik zvani Kraljev grob u Zastinju kod Jajca, FBiH;
- Aškenaski hram u Sarajevu, Opština Stari Grad Sarajevo, FBiH;
- Crkva posvećena Pokrovu Presvete Bogorodice u Varešu sa pokretnom imovinom, FBiH;
- [[Градска тржница Маркале|Gradska tržnica (Markale ili )]], Opština Stari Grad Sarajevo, FBiH;
- Kuća porodice Gradaščević sa pokretnim naslijeđem u Gradačcu, Opština Gradačac, FBiH;
- Most poznat kao Rimski most na rijeci Orlji kod sela Klinčići, Opština Olovo, FBiH;
- Most poznat kao Rimski most u selu Vranci, Opština Kreševo, FBiH;
- Most u Kožetini, Opština Foča, FBiH;
- Most u Starom Majdanu (poznat kao Rimski most), Opština Sanski Most, FBiH;
- Musafirhana (Salihagića kuća) u Fojnici, FBiH;
- Narodno pozorište Republike Srpske, Grad Banja Luka, RS;
- Oficirska kasina (Dom Armije, Dom vojske Federacije) u Sarajevu, Opština Stari Grad, FBiH;
- Parna lokomotiva, dio postavke Muzeja II zasjedanja AVNOJ-a u Jajcu, FBiH;
- Partizanski — Titov voz na Oštrelju, Opština Bosanski Petrovac, FBiH;
- Sahat-kula u Gornjem Vakufu-Uskoplju, Opština Gornji Vakuf-Uskoplje, FBiH;
- Samostan sestara Kćeri Božje ljubavi Josipovac u Tuzli, Grad Tuzla, FBiH;
- Šeher ćehajina ćuprija u Sarajevu, Opština Stari Grad Sarajevo, FBiH;
- Zgrada poznata kao “Turski sud“ (Kula hadži Muhamed-bega) u Ribnici, Opština Kakanj, FBiH;
- Zgrada željezničke stanice Šipad (Zgrada bivše željezničke stanice Steinbeiss) u Jajcu, FBiH;
- Istorijski spomenik “Mramorje” — grupa od stećaka u Donjim Čevljanovićima, Opština Ilijaš, FBiH;

### Istorijska područja
- Istorijsko gradsko područje Blagaj, Mostar, FBiH;
- Istorijsko gradsko područje Sarajevska čaršija, Opština Stari Grad, FBiH;
- Istorijsko gradsko područje Jajca, FBiH;
- Istorijsko gradsko područje Kreševo u Kreševu, FBiH;
- Istorijsko gradsko područje Mostar, FBiH;
- Istorijsko gradsko područje Počitelj, Opština Čapljina, FBiH;
- Nekropola sa stećcima na lokalitetu Han u Šabićima, Trnovo, FBiH;
- Bedemi i tabije starog grada Jajca, FBiH;
- Crkva brvnara posvećena svetom Nikoli u Krupi na Vrbasu, Grad Banja Luka, RS;
- Crkva sv Ilije sa praistorijskom grobnom gomilom (tumulusom) i nekropolom sa stećcima u Mesarima, Trebinje, RS;
- Crkva sv Neđeljke (sv Nedelje), nekropola sa stećcima i ostaci praistorijskog naselja Taleža kod Trebinja, RS;
- Crkva sv Varvare sa grobljem i nekropola sa stećcima u selu Strujići, Opština Trebinje, RS;
- Čaršija u Foči, RS;
- Donji grad u Srebrenici, RS;
- Dva stećka na lokalitetu “Gromile“ u zaseoku Račica, Opština Konjic, FBiH;
- Glavica u Bilješevu, Opština Kakanj, FBiH;
- Gradac, Opština Hadžići, FBiH;
- Groblje Mainovac i područje Bedra kao pretpostavljeno arheološko nalazište, Opština Čitluk, FBiH;
- Harem džamije Crvena rijeka u Srebrenici, RS;
- Harem džamije Trnovi, Polje, Opština Velika Kladuša, FBiH;
- Harem džamije u Gornjim Potočarima, Opština Srebrenica, RS;
- Harem Grabske (Hadži Begzade) džamije sa česmama na Grabu u Banjoj Luci, RS;
- Harem Hadži Kurd džamije u Lijevoj Novoseliji u Banjoj Luci, RS;
- Harem Hadži Omerove (Dolačke) džamija u Banjoj Luci, RS;
- Harem Jama (Sofi Mehmed-pašine) džamije u Gornjem Šeheru u Banjoj Luci, RS;
- Harem Kobaške ili Hudar-efendije džamije u Kobašu, Opština Srbac, RS;
- Harem Pećinske (Seferbegove) džamije u Banjoj Luci, RS;
- Harem Stare džamije na Svatovskoj glavici u Lastvi, Trebinje, RS;
- Harem Stupničke (Hadži Salihija) džamije sa mezarjem u Banjoj Luci, RS;
- Harem u Grahovu, Opština Velika Kladuša, FBiH;
- Harem u Šabićima, Opština Velika Kladuša, FBiH;
- Hutovski grad (Hadžibegov grad), Opština Neum, FBiH;
- Jevrejsko groblje u Bihaću, FBiH;
- Kovačnice (majdani) u selu Očevlje, Opština Vareš, FBiH;
- memorijalni kompleks Bitka za ranjenike na Neretvi u Jablanici, FBiH;[4]
- memorijalni kompleks Crna kuća — spomenik žrtvama fašističkog terora u Kruščici, Opština Vitez, FBiH;
- Mjesto i ostaci Arnaudija džamije, Opština Rogatica, RS;
- Modro Polje, Opština Foča-Ustikolina, FBiH;
- Nekropola kod sela Orašac, Opština Novi Travnik, FBiH;
- Nekropola sa dva sačuvana stećka, selo Krupac, Opština Konjic, FBiH;
- Nekropola sa stećcima “Mramor“ u Musićima Opština Olovo, FBiH;
- Nekropola sa stećcima “Mramorje“ i starim nišanima u Lavšićima, Opština Olovo, FBiH;
- Nekropola sa stećcima Bijača, Opština Ljubuški, FBiH;
- Nekropola sa stećcima Bistro, Opština Novi Travnik, FBiH;
- Nekropola sa stećcima Borak (Han-stjenički plato), selo Burati, Opština Rogatica, RS;
- Nekropola sa stećcima Čengića Bare, Opština Kalinovik, RS;
- Nekropola sa stećcima Delijaš kod Trnova, FBiH;
- Nekropola sa stećcima Donje Bare, Opština Posušje, FBiH;
- Nekropola sa stećcima Dugo polje na Blidinju, Opština Jablanica, FBiH;
- Nekropola sa stećcima Grčka glavica i ostaci crkve u selu Biskup, Opština Konjic, FBiH;
- Nekropola sa stećcima Gvozno kod Kalinovika, Opština Kalinovik, RS;
- Nekropola sa stećcima i četiri kasnoantička spomenika na lokalitetu Mramor (Crkvina) u Vrbici, Opština Foča, RS;
- Nekropola sa stećcima i grobovima u Gračanima, Opština Konjic, FBiH;
- Nekropola sa stećcima i nišanima (Stari harem) na Gorici, Opština Stolac, FBiH;
- Nekropola sa stećcima i nišanima Borjanice-Marevska kosa u Malom Marevu, Opština Foča, RS;
- Nekropola sa stećcima i nišanima na lokalitetu Crljanke u Putojevićima, Opština Foča, RS;
- Nekropola sa stećcima i nišanima na lokalitetu Muzga, Argud, Opština Konjic, FBiH;
- Nekropola sa stećcima i nišanima u Faletićima, Opština Stari Grad Sarajevo, FBiH;
- Nekropola sa stećcima i nišanima u Krupcu, Opština Kasindo, Istočno Sarajevo, RS;
- Nekropola sa stećcima i ostaci srednjovjekovne crkve na lokalitetu “Crkvina“ u Razićima, Opština Konjic, FBiH;
- nekropola sa stećcima i pravoslavna crkva Sv kneza Lazara (grobna crkva kneza Vlađa Bijelića) u Vlahovićima, Opština Ljubinje, RS;
- Nekropola sa stećcima Jesenice — Argud, Opština Konjic, FBiH;
- nekropola sa stećcima Kalufi, Opština Nevesinje, RS;
- nekropola sa stećcima Kaursko groblje, stari nišani i ostaci zidova, Prečani, Opština Trnovo, FBiH;
- Nekropola sa stećcima Kunja — Argud, Opština Konjic, FBiH;
- Nekropola sa stećcima lokalitet Crkvina (Pod) i ostaci temelja srednjovjekovne građevine, Donja Drežnica (Jasenjani), Grad Mostar, FBiH;
- Nekropola sa stećcima Maculje, Opština Novi Travnik, FBiH;
- Nekropola sa stećcima Mramorje u Buđi, Opština Pale, RS;
- Nekropola sa stećcima Mramorje u Grborezima, Opština Livno, FBiH;
- Nekropola sa stećcima Mramorje, Gornji Studenci, Opština Ljubuški, FBiH;
- Nekropola sa stećcima na groblju pod Dubom u Uboskom (Ubosko I), Opština Ljubinje, RS;
- Nekropola sa stećcima na lokalitetima Kaursko groblje (Ciklice) i Brdo u Vrbljanima, Konjic, FBiH;
- Nekropola sa stećcima na lokalitetu “Dub“, selo Bulatovići, Opština Konjic, FBiH;
- Nekropola sa stećcima na lokalitetu “Greblje“, selo Tuhobići, Opština Konjic, FBiH;
- Nekropola sa stećcima na lokalitetu Bor u Hrđavcima, Opština Foča, RS;
- Nekropola sa stećcima na lokalitetu Brdo (Križ) u Deževicama, Kreševo, FBiH;
- Nekropola sa stećcima na lokalitetu Brdo u zaseoku Lopate, Opština Breza, FBiH;
- Nekropola sa stećcima na lokalitetu Crkvina u Bjelosavljevićima, Opština Sokolac, RS;
- Nekropola sa stećcima na lokalitetu Crnač u Donjem Kotorcu, Opština Istočna Ilidža, RS;
- Nekropola sa stećcima na lokalitetu Han na Hreši, Opština Istočni Stari Grad, RS;
- Nekropola sa stećcima na lokalitetu Hrasno, Slivno, Opština Breza, FBiH;
- Nekropola sa stećcima na lokalitetu Jasik u Gračanici, Opština Živinice, FBiH;
- Nekropola sa stećcima na lokalitetu Kapova selišta (Borija) u Ledićima, Opština Trnovo, FBiH;
- Nekropola sa stećcima na lokalitetu Kaursko groblje u Borcima, Konjic, FBiH;
- Nekropola sa stećcima na lokalitetu Kaursko groblјe, Koritnik, Opština Breza, FBiH;
- Nekropola sa stećcima na lokalitetu Klupe i nekropola sa stećcima na lokalitetu Crkvenjak u Komarima, Opština Kreševo, FBiH;
- Nekropola sa stećcima na lokalitetu Kose u Crnićima, Opština Kreševo, FBiH;
- Nekropola sa stećcima na lokalitetu Križevac u Doljanima, Konjic, FBiH;
- Nekropola sa stećcima na lokalitetu Lokve (Brijeg, Bunarevi) u zaseoku Zabrđe u Gornjoj Bitunji, Opština Berkovići, RS;
- Nekropola sa stećcima na lokalitetu Mašeti u području zaseoka Velika, Bradina, Opština Konjic, FBiH;
- Nekropola sa stećcima na lokalitetu Mramorje u selu Moguš, Opština Olovo, FBiH;
- Nekropola sa stećcima na lokalitetu Mramorje u naselju Hrid u Međurječju, Opština Čajniče, RS;
- Nekropola sa stećcima na lokalitetu Mramorje u naselju Bučje, Opština Srebrenica, RS;
- Nekropola sa stećcima na lokalitetu Navitak u selu Boganovići, Opština Olovo, FBiH;
- Nekropola sa stećcima na lokalitetu Omeđak u naselju Sudići, Opština Čajniče, RS;
- Nekropola sa stećcima na lokalitetu Ravnice u Dubočanima, Opština Konjic, FBiH;
- Nekropola sa stećcima na lokalitetu Stijene u Vihnićima, Opština Čajniče, RS;
- Nekropola sa stećcima na lokalitetu Suhodanj u Milatkovićima, Opština Čajniče, RS;
- Nekropola sa stećcima na lokalitetu Zlatarić u Ledićima, Opština Trnovo, FBiH;
- Nekropola sa stećcima Opara, Opština Novi Travnik, FBiH;
- Nekropola sa stećcima Poljice, lokalitet Veliko Jezero, Opština Konjic, FBiH;
- Nekropola sa stećcima Ponor, Opština Jablanica, FBiH;
- Nekropola sa stećcima Potkuk u Bitunji, Opština Berkovići, RS;
- Nekropola sa stećcima Rajkov kamen u Mijatovcima, Opština Nevesinje, RS;
- Nekropola sa stećcima Risovac, Opština Jablanica, FBiH;
- Nekropola sa stećcima Salikovac, Opština Olovo, FBiH;
- Nekropola sa stećcima Srednje, Opština Ilijaš, FBiH;
- Nekropola sa stećcima Stupni Do, Opština Vareš, FBiH;
- Nekropola sa stećcima Šarampovlje (Vitina) u Kruševu, Grad Mostar, FBiH;
- Nekropola sa stećcima Trnovo , Trnovo, Opština Šekovići, RS;
- Nekropola sa stećcima u Bečanima, Opština Šekovići, RS;
- Nekropola sa stećcima u Donjim Ivančićima, Opština Ilijaš, FBiH;
- Nekropola sa stećcima u Glavatičevu, lokalitet Gajine, Opština Konjic, FBiH;
- Nekropola sa stećcima u Hrančićima, Opština Goražde, FBiH;
- Nekropola sa stećcima u Kopošiću, Opština Ilijaš, FBiH;
- Nekropola sa stećcima u Lađanici, Opština Konjic, FBiH;
- Nekropola sa stećcima u naselju Kutuzero, Opština Srebrenica, RS;
- Nekropola sa stećcima u Olovcima, Opština Kladanj, FBiH;
- Nekropola sa stećcima u selu Kosače kod Goražda, FBiH;
- Nekropola sa stećcima u Starim kućama, Donje Breške, Opština Tuzla, FBiH;
- Nekropola sa stećcima u Vincu, Opština Jajce, FBiH;
- Nekropola sa stećcima u zaseoku Moconje (u Gornjem Šljivnu) i Pravoslavno groblje na Stražbenici, selo Šljivno na Dobrinji, grad Banja Luka, RS;
- Nekropola sa stećcima Ubosko II, Opština Ljubinje, RS;
- Nekropola sa stećcima, antropomorfnim nadgrobnicima koji podsjećaju na križ i tumulusom Sebešić, Opština Novi Travnik, FBiH;
- Nekropola sa stećcima, Česmina glava u Odžacima Opština Konjic, FBiH;
- Nekropola sa stećcima, Gradić u Odžacima, Opština Konjic, FBiH;
- Nekropola sa stećcima, krstačama i nišanom na lokalitetu Kaurlaš u Zagrlju, Opština Novi Travnik, FBiH;
- Nekropola sa stećcima, nišanima i krstačama u Gornjoj Bradini, Opština Konjic, FBiH;
- Nekropola sa stećcima, selo Ribari, Opština Konjic, FBiH;
- Nekropola sa stećcima, selo Zukići Opština Konjic, FBiH;
- Nekropola stećaka I i II Boljuni, Opština Stolac, FBiH;
- Nekropola stećaka Radimlja kod Stoca, FBiH;
- Nekropole sa stećcima i nišanima na Ozrenu, Opština Ilijaš, FBiH;
- Nekropole sa stećcima i nišanima u Gurdićima, Opština Olovo, FBiH;
- Nekropole sa stećcima i starim nišanima u naselju Budoželje, Opština Vareš, FBiH;
- Nekropole sa stećcima lokalitet Ograda (Vlah), Opština Konjic, FBiH;
- Nekropole sa stećcima na lokalitetima Lipa I, II i III u Lipi, Opština Tomislavgrad, FBiH;
- Nekropole sa stećcima na lokalitetima Pokojnica (Mramorje) i Podgroblje (Luka) u selu Nevačka, Opština Han Pijesak, RS;
- Nekropole sa stećcima na lokalitetu Mramorje i Strane u Bulatovcima, Opština Kalesija, FBiH;
- Nekropole sa stećcima u Hočevlјu, Opština Breza, FBiH;
- Nekropole sa stećcima u selu Čičevo, Opština Konjic, FBiH;
- Obri, Opština Konjic, FBiH;
- ostaci predromaničke crkve i srednjovjekovno groblje Crkvina kod sela Vrutci, Opština Ilidža, FBiH;
- Ostrovica — Ostrovački grad, Opština Bihać, FBiH;
- praistorijska gradina i nekropola sa stećcima Ravanjska vrata (Donja i Gornja nekropola), Opština Kupres, FBiH;
- praistorijska gradina, srednjovjekovni i osmanski grad Sokolac u selu Sokolcu, Opština Bihać, FBiH;
- praistorijski tumulus i nekropola sa stećcima, Veliki i Mali Han u Lištanima, Opština Livno, FBiH;
- praistorijski tumuli i nekropola sa stećcima Baba u Gornjoj Bitunji, Berkovići, RS;
- praistorijski tumulus i nekropola sa stećcima na lokalitetu Dabića (Velika) poljana, Opština Konjic, FBiH;
- praistorijski tumulus i nekropola sa stećcima Grebnice-Bunčići u selu Radmilovića Dubrava, Opština Bileća, RS;
- praistorijski tumulus i nekropola sa stećcima na lokalitetu Mramorje u zaseoku Raonići, Kaoštice, Opština Višegrad, RS;
- praistorijski tumulusi i nekropole sa stećcima u Luburića polju, Opština Sokolac, RS;
- Pravoslavna crkva Kostadinovica (Crkva posvećena sv Konstantinu i Jeleni) sa nekropolom sa stećcima u Gomiljanima, Opština Trebinje, RS;
- Pravoslavna crkva Vračevica (Crkva sv Vrača) sa praistorijskom gomilom (tumulusom) u Gomiljanima, Trebinje, RS;
- Sedam grobnica i stari nišani na lokalitetu Dobro selo u naselju Sudići, Opština Čajniče, RS;
- Srednjovjekovna nekropola između sela Zabrđe i Toplice, Opština Kiseljak, FBiH;
- Srednjovjekovni kraljevski grad Bobovac, Opština Vareš, FBiH;
- Stari grad Blagaj u Blagaju kraj Mostara, Mostar, FBiH;
- Stari grad Gradačac sa Gradaščevića kulom u Gradačcu, FBiH;
- Stari grad Kamengrad, Opština Sanski Most, FBiH;
- Stari grad Kamičak, Ključ, FBiH;
- Stari grad Ključ i Ključka džamija (Džamija Ajnebeg deda, Džamija ključkih kapetana ili Starica) sa haremom u Ključu kod Gacka, RS;
- Stari grad Komotin, Opština Jajce, FBiH;
- Stari grad Koštun (Koštur) u Dabrici, Opština Berkovići, RS;
- Stari grad Kreševo, FBiH;
- Stari grad Prusac, Opština Donji Vakuf, FBiH;
- Stari grad Srebrenik u Srebreniku, FBiH;
- Stari grad Stolac, FBiH;
- Stari grad Todorovo (Novigrad) i džamija u Todorovu, Opština Velika Kladuša, FBiH;
- Stari grad u Livnu (Bistrički grad), FBiH;
- Stari grad Vesela straža, Opština Bugojno, FBiH;
- Stari grad Vinac, Opština Jajce, FBiH;
- Stari grad Visoki, Opština Visoko, FBiH;
- Stari križevi u Drežnici kod Mostara, FBiH;
- Staro vojničko groblje na području Hrtar u Milatkovićima, Čajniče, RS;
- Stećak i staro muslimansko groblje u Mrkovićima, Opština Centar Sarajevo, FBiH;
- Tvrđava Kastel u Banjoj Luci, RS;
- Tvrđava u Bosanskoj Krupi, FBiH;
- Zebina šuma, Opština Foča-Ustikolina, FBiH;
- Zmajevac, Opština Čelinac, RS;
- Istorijsko područje “Mramorovi“ — nekropola sa stećcima Dubac u Batovu, Čajniče, RS;
- Istorijsko područje Zaplanik, Opština Ravno, FBiH;
- Industrijska graditeljska cjelina električne centrale na Hridu (Dudinom Hridu) u Sarajevu, Opština Stari Grad, FBiH;
- Industrijska graditeljska cjelina hidroelektrane (Mala HE “Bihać“, ili HE Jarak ili HE Kanal Una) na Jarku u Bihaću FBiH;
- Industrijsko naslijeđe — Proizvodnja soli u Tuzli, Grad Tuzla, FBiH;

### Kulturni krajolici
- Plivska jezera sa kompleksom mlinica na Plivi kod Jajca, FBiH;
- Selo Lukomir (Gornji Lukomir) Opština Konjic, FBiH;
- Kulturni krajolik sa natpisom Mastana Bubanjića u Donjoj Drežnici kod Mostara, FBiH;
- Blatačko jezero sa dijelom kanjona rijeke Rakitnice, praistorijskim grobnim gomilama, nekropolama sa stećcima i nišanima, naselje Blace, Opština Konjic FBiH;
- Dabarska pećina, Opština Sanski Most, FBiH;
- Dolovi-Poljice, Opština Konjic, FBiH;
- Hrustovačka pećina, Opština Sanski Most, FBiH;
- Memorijalni kompleks Muzej "25. maj" u Drvaru, FBiH;
- Nekropola žrtvama fašizma, Opština Novi Travnik, FBiH;
- Spomen-park žrtava fašističkog terora Garavice, Opština Bihać, FBiH;
- Franjevački samostan i crkva Uznesenja Blažene Djevice Marije u Šćitu, Prozor, FBiH;
- Kulturni pejzaž na Plavoj vodi u Travniku, Opština Travnik, FBiH;

### Kulturna mjesta
- Mjesto Gradske (Sultan Ahmedove) džamije sa haremom i nišanima u Prijedoru, Opština Prijedor, RS;
- Musafirhana u Jajcu, FBiH;
- Mjesto Husein-begove džamije sa haremom u Brodu, RS;
- Aladža (Hasan Nazirova) džamija u Foči, RS;
- Arnaudija džamija u Banjoj Luci, RS;
- Atik (Stara džamija ili Sultan Sulejmanova) džamije sa haremom i turbetom u Bijeljini, RS;
- Azizija džamija s haremom u Brezovom Polju, Brčko Distrikt;
- Careva džamija (džamija Sultan Bajazid Velije) u Nevesinju, RS;
- Careva džamija (Sultan Bajezida Valije II džamija) u Foči, RS;
- Čaršijska džamija u Prijedoru, RS;
- Čurčinica džamija sa haremom u Livnu, FBiH;
- džamija hadži Hane hanume Ljubović (Ljubovića džamija) u Odžaku kod Nevesinja, RS;
- Džamija na Hiseti (Mehdibegova džamija) u Banjoj Luci, RS;
- Džamija u Međurječju sa haremom (Maldovan-pašina džamija), kod Čajniča, Opština Čajniče, RS;
- Džamija u Podhumu (Derviš-paše Bajezidagića džamija) u Mostaru, FBiH;
- Džumanuša (Sinan Čauševa ili Džemanuša) džamija sa haremom u Livnu, FBiH;
- Mjesto i ostaci graditeljske cjeline Gradske džamije u Derventi, RS;
- Hadži Zulfikareva ili Tulekova džamija u Banjoj Luci, RS;
- Hadži Osmanija ili Talina džamija u Banjoj Luci, RS;
- Hamidija džamija (Džamija u Rijeci, Riječka džamija, Rička džamija) u Mrkonjić-Gradu, RS;
- Kizlaragina džamija u Mrkonjić-Gradu, RS;
- Kolakovića kuća u Blagaju, Mostar, FBiH;
- Mir-Muhamedova džamija (Mehmed i Mustajbegova džamija) u Čajniču, RS;
- Potočka (Hadži Perviz) džamija u Banjoj Luci, RS;
- Resulbegovića kuća u Trebinju, RS;
- Savska (Atik) džamija u Brčkom, Brčko Distrikt;
- Sejmenska džamija u Zenici, FBiH;
- Sinan-begova džamija (džamija Sinan-bega Boljanića) u Čajniču, RS;
- Srpski pravoslavni manastir Rmanj sa ostacima originalnih fresaka u Martin-Brodu, Opština Bihać, FBiH;
- Trzanska (Alibegova, džamija na Trznju) džamija sa haremom u Žepču, FBiH;
- Mjesto i ostaci graditeljske cjeline Dolnjačke džamije u Derventi, RS;
- Mjesto i ostaci graditeljske cjeline Dugalića džamije (džamija hadži Velijjudina Bakrača ili Velagina džamija) sa istorijskom građevinom sahat-kule u Nevesinju, RS;
- Mjesto i ostaci graditeljske cjeline džamije u Kazancima (džamija Osman-paše Kazanca) kod Gacka, RS;
- Mjesto i ostaci graditeljske cjeline manastira Žitomislići, Mostar, FBiH;
- Hamam na Ćupriji u Stocu, FBiH;
- Burića kuća u Jajcu, FBiH;
- Crkva presvete Bogorodice u Jajcu, FBiH;
- Filijalna crkva Blažene djevice Marije u Bosanskoj Krupi, FBiH;
- Firuz-begov hamam, Opština Stari Grad Sarajevo, FBiH;
- Kameni most na Kosoru, Grad Mostar, FBiH;
- Katolička crkva Uznesenja Blažene Djevice Marije u Nevesinju, RS;
- Kršlakova stara kuća u Jajcu, FBiH;
- Most na rijeci Zeleni jadar u Slapovićima, Opština Srebrenica, RS;
- Saborna crkva — Crkva svete trojice u Mostaru, FBiH;
- Selimija (Sultan Selima II) džamija u Knežini kod Sokoca, RS;
- Šantića vila u Borcima kod Konjica, FBiH;
- Mjesto i ostaci istorijske građevine Konaka u Bihaću, FBiH;
- Avdića džamija u Plani, Opština Bileća, RS;
- Džamija u Pridvorici kod Gacka, RS;
- Ljubunčića (Teskeredžića) kula u Voljicama, Opština Gornji Vakuf-Uskoplje, FBiH;
- Stara drvena džamija u Miljevićima, Opština Olovo, FBiH;
- Šehova džamija (Kadi Osman-efendijina džamija) u Foči, RS;
- Mural Zuke Džumhura, Opština Konjic, FBiH;
- Muzej I zasjedanja ZAVNOBiH-a u Mrkonjić-Gradu, zajedno sa stalnom muzejskom postavkom i enterijerskom opremom, Mrkonjić-Grad, RS;
- Objekti skloništa u krugu nekadašnje industrijske zone — Glavne željezničke radionice Sarajevo, Opština Novo Sarajevo, FBiH;
- Džamija sa haremom u Đakovićima, Opština Čajniče, RS
- Park narodnih heroja sa kosturnicom, Opština Bileća, RS;
- Kula Radetina sa prirodnim naslijeđem, Opština Cazin, FBiH;
- Crkva Preobraženja Hristovog sa zgradom škole i grobljem, u Klepcima, Opština Čapljina, FBiH;
- Čaršijska (Esme Sultanije) džamija sa pratećim objektima: šadrvanom, stambenim objektom, mektebom i haremom u Jajcu, FBiH;
- Ćuprijska (Hadži Alije Hadžisalihovića) džamija u Stocu, FBiH;
- Džamija Hadži Ali-bega Lafe sa haremom u Mostaru, FBiH;
- Ferhad-pašina džamija (Ferhadija) u Banjoj Luci, sa Ferhad-pašinim turbetom, Turbetom Safi-kadune, Turbetom Ferhad-pašinih bajraktara, šadrvanom, džamijskih haremom, ogradnim zidovima i portalom, Banja Luka, RS;
- Halil-pašino turbe i mezarje u Banja Luci, RS;
- Musa-pašina džamija u Novoj Kasabi / Dušanovu, Opština Milići, RS;
- Područje i ostaci graditeljske cjeline Gazanferija džamija sa graditeljskom cjelinom turbeta i harema u Banjoj Luci, RS;
- Područje i ostaci istorijske građevine — Podgradska džamija u Stocu (poznata i kao džamija na Mejdanu, džamija u Maloj Čaršiji, džamija Hadži Saliha Bure, Zulfikar-kapetanova džamija i džamija Ali-paše Rizvanbegovića) Opština Stolac, FBiH;
- Sahat-kula u Banjoj Luci, RS;
- Crkva sv Georgija (Đurđevica) u Gomiljanima, Opština Trebinje, RS;

### Pokretna dobra
- “Ploča desne bočne strane japodske kamene urne“ iz Golubića, Opština Bihać, FBiH;
- Arhivski fondovi i zbirke Arhiva Republike Srpske, Banja Luka, RS;
- Čajničko evanđelje koje se čuva u Muzeju Crkve Uspenja Bogorodice i Crkve Vaznesenja Hristovog u Čajniču, RS;
- Filmski materijal Kinoteke Bosne i Hercegovine u Sarajevu, FBiH;
- Fondovi i zbirke Istorijskog arhiva Sarajevo, FBiH;
- Fondovi i zbirke JU Arhiv Tuzlanskog kantona u Tuzli, FBiH;
- Kameni reljef sa figurom muškarca, Opština Bihać, FBiH;
- Kameni reljef sa grbom grada Bihaća, Opština Bihać, FBiH;
- Kunovski zapis u vlasništvu Zemaljskog muzeja BiH, Opština Centar Sarajevo, FBiH;
- Legat Stojana Čelića u Kulturno-obrazovnom centru u Novom Gradu, RS;
- Musaf Fadil-paše Šerifovića smješten u zgradi Gazi Husrev-begove biblioteke u Sarajevu, FBiH“;
- Muzej “Mlade Bosne“ (“Muzej Sarajevo – “), Opština Stari Grad, FBiH;
- Muzejska zbirka i bibliotečki fond franjevačkog samostana Duha svetoga u Fojnici, FBiH;
- Muzejska zbirka, vlasništvo franjevačkog samostana u Plehanu, Opština Derventa, RS;
- Ploča velikog sudije Gradeše, vlasništvo Muzeja grada Zenice, FBiH;
- Sarajevska hagada, vlasništvo Bosne i Hercegovine, koja se čuva u Zemaljskom muzeju BiH u Sarajevu, FBiH;
- Ulomak kamene japodske urne sa predstavom japodskih konjanika iz Založja, Opština Bihać, FBiH;
- Umjetnička zbirka Damirke i Envera Mulabdića u Bihaću, FBiH;
- Umjetnička zbirka Draginje i Voje Terzić u Banjoj Luci, RS;
- Zavičajna zbirka Boška Karanovića, smještena u Centru za kulturu, obrazovanje i informisanje u Bosanskoj Krupi, FBiH;
- Zbirka drvorezbarskih proizvoda poznata kao muzej “Mulićev-Rekord“ u Konjicu, FBiH;
- Zbirka namještaja porodice Nikšić, vlasništvo Armina Nikšića u Konjicu, FBiH;
- Zbirka namještaja porodice Nikšić, vlasništvo Besima Nikšića u Konjicu, FBiH;
- Zbirka od inkunabule, vlasništvo Franjevačkog samostana u Kraljevoj Sutjesci, Opština Kakanj, FBiH;
- Zbirka slika Ismeta Mujezinovića u Međunarodnoj galeriji portreta Tuzla u Tuzli, FBiH;
- Zbirka Tito u djelima likovnih umjetnika Jugoslavije u Međunarodnoj galeriji portreta Tuzla u Tuzli, FBiH;
- Zbirka umjetničkih djela Dževada Hoze u Muzeju Unsko-sanskog kantona u Bihaću, FBiH;
- Zbirka umjetničkih djela i ličnih predmeta Jovana Bijelića, Bosanski Petrovac, FBiH;
- Zbirka umjetničkih djela Jovana Bijelića u Muzeju Unsko-sanskog kantona u Bihaću, FBiH;

### Prirodne cjeline
- Nekropola sa stećcima i nišanima Grčko groblje / Svatovsko groblje (Greblje) u selu Donji Močioci, Opština Stari Grad Sarajevo, FBiH;
- Nekropole sa stećcima, nišanima, obeliskom i ostacima ckve sv Roka u Bakićima Donjim, Opština Olovo, FBiH;
- Nekropole sa stećcima, starim nišanima i ostaci srednjovjekovne građevine na lokalitetu Dolovi, selo Umoljani, Opština Trnovo, FBiH;
- Prirodno i istorijsko područje u selu Gorani, Opština Konjic, FBiH;
- Crkva Šklopotnica (Crkva sv Nikole) u Rijeci, Čelebići kod Foče, RS;Обри (Коњиц)
- Drvena džamija u selu Priluk, Opština Živinice, FBiH;
- Isa-begova zavija u Sarajevu, Opština Stari Grad, FBiH;
- Korito Bregave sa mlinicama, stupama i mostovima, Opština Stolac, FBiH;
- Manastir Lovnica, Opština Šekovići, RS;
- Most u Plandištu (“Rimski” most, most preko rijeke Bosne u Plandištu), Opština Ilidža, FBiH;
- Pravoslavna crkva Vaznesenja Gospodnjeg u Požarnici sa starim hrastom, Opština Tuzla, FBiH;
- Tekija u Blagaju na Buni, Mostar, FBiH;
- Prirodno-graditeljska cjelina crkve svetoga Duha i Franjevačkog samostana u Fojnici, FBiH;
- Prirodno-graditeljska cjelina stambenog kompleksa porodice Velagić u Blagaju kod Mostara, FBiH;

### Spomenički objekti
- Spomenička cjelina i praistorijska gradina, kasnoantička utvrda — refugij, ostaci kasnoantičke crkve posvećene sv Luciji i nekropole sa stećcima u Podastinju, Opština Kiseljak, FBiH;
- Spomenik Petru Kočiću u Banjoj Luci, RS;

### Stambene i graditeljske cjeline
- Saburina kuća u Sarajevu, FBiH;
- Ćumurijina kula sa dvorima u Kutima, Opština Bileća, RS;
- Hadžibegova kuća (kuća Ljubović Hasanbega) u Zvorniku, RS;
- Hadžišabanovića kuća u Sarajevu, Opština Stari Grad Sarajevo, FBiH;
- Ishodna kuća porodice Džabić, poznata kao Džabića kula, u Vrapčićima kod Mostara, FBiH;
- Kompleks Svrzine kuće, Opština Stari Grad Sarajevo, FBiH;
- Kuća na Luci (Vakuf Hatidže Hajdarbegović) u Stocu, FBiH;
- Kuće porodice Behmen u sklopu mahale Behmenluk u Stocu, FBiH
- Rodna kuća Vladislava Skarića (Kuća Jeftana Despića, Objekat Muzeja književnosti i pozorišne umjetnosti BiH) u Sarajevu, Opština Stari Grad, FBiH;
- Vakuf Zejne Elezović (stambeni kompleks Zejne Elezović, Vakufski dvor) u Stocu, Opština Stolac, FBiH;
- Stambena graditeljska cjelina Hadži Junuz-age Mehmedbašića u Stocu, FBiH;
- Stambena graditeljska cjelina porodice Čokljat sa dućanom u mahali Zagrad u Stocu, FBiH;
- Stambena graditeljska cjelina porodice Muslibegović u Mostaru, FBiH;
- Ulica Čekaluša na području između Mejtaša i Džidžikovca u Sarajevu, Opština Centar, Sarajevo, FBiH,
- Graditeljska cjelina Stare župne crkve i Stare župne kuće Župe sv Franje Asiškog u Zoviku, Brčko Distrikt

## Spoljašnje veze
- Stećci na Listi UNESCO-a, na sajtu

1. ↑  „Komisija za očuvanje nacionalnih spomenika”. old.kons.gov.ba. Архивирано из оригинала 16. 03. 2022. г. Приступљено 2024-04-12.
2. ↑  „Komisija za očuvanje nacionalnih spomenika”. old.kons.gov.ba. Приступљено 2024-04-12.[мртва веза]
3. ↑  „Komisija za očuvanje nacionalnih spomenika”. old.kons.gov.ba. Архивирано из оригинала 17. 10. 2021. г. Приступљено 2024-04-10.
4. ↑  „Komisija za očuvanje nacionalnih spomenika”. old.kons.gov.ba. Архивирано из оригинала 04. 08. 2022. г. Приступљено 2024-04-12.